# Centre national de la recherche scientifique appliquée
Le Centre national de la recherche scientifique appliquée (CNRSA) est un organisme de recherche français à l'existence éphémère (1938-1939). Il a été créé par décret du 24 mai 1938 qui supprima l'Office national des recherches scientifiques et industrielles et des inventions. Il a cessé d'exister par la loi du 19 octobre 1939 qui organise sa fusion avec la Caisse nationale de la recherche scientifique (la CNRS) pour former le Centre national de la recherche scientifique (le CNRS). Il a été dirigé par Henri Longchambon, professeur de minéralogie à la faculté des sciences de Lyon.

## Histoire
Les origines du CNRSA remontent à la première Guerre mondiale. En 1915, le gouvernement français prend conscience que les Allemands bénéficient des recherches de leurs savants et qu'il serait nécessaire que la France mobilise aussi ses ingénieurs et ses universitaires pour des recherches sur les dispositifs de la Défense nationale plutôt que de les envoyer sur le front où bon nombre succomberont. Paul Painlevé, mathématicien, devient ministre de l'Instruction publique. Il crée la  Direction des inventions intéressant la défense nationale. Il nomme Emile Borel et Jean Perrin, respectivement, chef et chef adjoint du Cabinet technique, et Jules-Louis Breton, chef de la Commission d'examen des inventions intéressant l'armée (Commission des inventions), organisme créé en 1877 mais peu actif jusqu'alors et désormais rattaché à la Direction des inventions. En décembre 1916, Painlevé quitte le gouvernement. Breton devient secrétaire d'État aux inventions dans le nouveau ministère de l'artillerie et des munitions dirigé par Albert Thomas.
En 1919, il convient de reconvertir la Direction des inventions intéressant la défense nationale vers des activités de recherche et développement au service de l'économie en temps de paix. L'organisme devient la Direction des recherches industrielles et des inventions dont Jules-Louis Breton reste le directeur. En 1922, Charles Moureu, chimiste et professeur au Collège de France, qui avait participé à la Commission des substances explosives pendant la guerre, persuade le député Maurice Barrès, dont il est ami, de faire campagne au Parlement pour la défense de la recherche scientifique. Cette action aboutit au vote d'une loi en décembre 1922 qui transforme à nouveau l'organisme que dirige Breton en Office national des recherches scientifiques et industrielles et des inventions (ONRSII) dont le siège et les laboratoires s'installent à Meudon sur le domaine de Bellevue. 
L'ONRSII contribue à de multiples recherches à visée industrielle et participe aussi à des programmes de recherche appliquée pour des organismes publics dont le ministère de la défense. Après la crise de 1929, l'activité industrielle décroit et le financement de l'organisme diminue aussi. Une enquête de la Cour des comptes en 1933 met en évidence des insuffisances et une comptabilité peu rigoureuse. Le gouvernement maintient Breton à la direction de l'Office mais supprime les subventions publiques. En 1938, Breton tombe malade et doit quitter la direction de l'ONRSII.

## Activité du CNRSA
Jean Perrin qui avait été sous-secrétaire d'État à le recherche dans le gouvernement de Léon Blum jusqu'à sa chute le 21 juin 1937, revient pour un mois dans le nouveau gouvernement Blum le 13 mars 1938. Il rédige une loi sur l'organisation de la Nation en temps de guerre, loi qui est adoptée par la Chambre et ratifiée par le Sénat le 11 juillet 1938. Le texte de la loi reconnaît pour la première fois en France le rôle de la recherche scientifique dans l'effort de défense. Pour mettre en œuvre ce principe, un Haut comité de coordination des recherches scientifiques est créé. Il est présidé par Jean Perrin. Lorsque Jules-Louis Breton quitte son poste de direction à la fin 1938, Jean Perrin décide de supprimer l'ONRSII et de créer un nouvel organisme, le CNRSA. L'ONRSII était né de la réorientation de la recherche appliquée pour la Défense nationale vers la recherche industrielle civile. Le nouvel organisme est orienté vers la préparation la guerre. 
Jean Zay, à nouveau ministre de l'Éducation nationale, confie la direction du CNRSA à Henri Longchambon qui déclare: « En France, on néglige trop la relation recherche-industrie qui s’épanouit aux États-Unis où toutes les grandes firmes disposent de laboratoires dont les responsables seront parfois nobélisés, tel l’illustre Irving Langmuir, responsable de la recherche à la General Electric. Il y a vingt ans que l’Angleterre a créé son Department of Scientific and Industrial Research (DSIR), une sorte de ministère de la Recherche dont nous devrions nous inspirer pour nous organiser. » Longchambon obtient tout de suite de son ministre de tutelle, une instruction générale qui ordonne aux Armées d'adresser leurs demandes en matière de recherche au CNRSA. Il devient responsable de la mobilisation scientifique. Ce qui est conforme aux intentions de Jean Perrin en créant le CNRSA.
La première tâche du Centre est de réaliser un inventaire des laboratoires français. La seconde tâche est de s'informer sur ce que font les autres pays pour la recherche industrielle. Des chargés de mission sont envoyés en Angleterre et aux États-Unis. Parallèlement, des commissions thématiques sont instituées afin de déterminer une liste de grands problèmes à résoudre. Des appels à projet sont ensuite lancés auprès des laboratoires qui signent ensuite une convention de financement avec le Centre national de la recherche scientifique appliquée. C'est ainsi que le CNRSA finance:
- l'étude de carburants de remplacement
- le développement de nouvelles matières plastiques, domaine où la France est très en retard
- l'étude et parade au givrage des avions à haute altitude
- les études des hyperfréquences pour la navigation aérienne (sous la responsabilité d'Yves Rocard)
- le développement des procédés de modélisation mathématiques applicables en aéronautique (Laboratoire des analogies électriques, dirigé par Joseph Pérès). Ce laboratoire donnera naissance à l'Institut Blaise-Pascal
- le développement de détecteurs infra-rouges, demandé par la Marine, réalisé par les physiciens strasbourgeois Louis Néel, André Lallemand et Paul Soleillet[2], physicien et neveu de l'explorateur Paul Soleillet.
- le développement de système de protection des navires contre les mines magnétiques. Louis Néel met au point et construit des systèmes de démagnétisation des navires installés dans les arsenaux. Il reconnaîtra plus tard que « ce sont ces travaux pour la Marine qui ont orienté mes recherches sur la théorie des propriétés du fer dans les champs faibles, menées par la suite à Grenoble. »
- les travaux de Frédéric Joliot sur la fission de l'atome représente le plus ambitieux projet du CNRSA. Il est soutenu par le ministère de l'Armement. En mai 1939, le Centre dépose trois brevets sur la production d'énergie atomique et sur les charges explosives atomiques[3],[4].

Par la loi du 19 octobre 1939, le CNRSA devient une des deux directions du CNRS. Il poursuivra sa mission de développement de la recherche appliquée pendant toute la guerre. En 1940, le gouvernement du Maréchal Pétain révoque Henri Laugier, directeur des sciences fondamentales, et Henri Longchambon, directeur des sciences appliquées. Il confie à Charles Jacob, professeur de géologie à la Sorbonne, la mission de supprimer le CNRS. Mais, après examen de l'état des lieux, Charles Jacob est persuadé de l'excellence du travail accompli par le jeune organisme. Il persuade donc son ministre de tutelle de maintenir l'organisme et de le financer pour qu'il poursuive sa mission. Une loi du 10 mars 1941 nomme Charles Jacob directeur du CNRS et reconduit les contrats de recherche qui intéressent l'économie nationale.